# Saheb-ol Amrmoskee
De Saheb-ol Amrmoskee (Perzisch: مسجد صاحب الامر - Masjid-e Saheb ol Amr) is een moskee, gelegen aan de oostkant van het Saaheb Aabaadplein in Tabriz, (Iran). De moskee werd oorspronkelijk gebouwd in 1636 en heeft een geschiedenis van vernietiging en herstel. De naam Saheb-ol Amr (Meester van bevel) is een van de titels van Mohammed al-Mahdi, de laatste van de twaalvers.

## Geschiedenis
De moskee werd oorspronkelijk gebouwd in 1636 door koning Tahmasp I van de Safawidendynastie. Het gebouw werd twee jaar later verwoest door de Ottomaanse sultan Murad IV, na het binnenvallen van Tabriz in 1638. Zodra de Safawidische troepen weer controle over de stad hadden, werd de moskee herbouwd, maar leed grote schade door een aardbeving die de stad kort daarna trof. Door Goli Khan Danbali werd de moskee opnieuw herbouwd en het gehele plein opnieuw ingericht. Om de bevolking een gunst te bewijzen, werd de moskee Saheb ol Amr genoemd, een titel van Mohammed al-Mahdi.
In 1850 werd door Mirza Ali Akbar Khan (tolk van het Russische consulaat), sommige delen van de koepel herbouwd en spiegels toegevoegd aan de gang. In het voorste deel van de koepel werd een school gebouwd.